# Fairford
Fairford é uma paróquia e uma pequena cidade do distrito de Cotswold, no condado de Gloucestershire, na Inglaterra. De acordo com o Censo de 2011, tinha 3236 habitantes. Tem uma área de 17,81 km². É o local do Royal International Air Tattoo, um show aéreo de grande dimensão.